# Filhote de cão

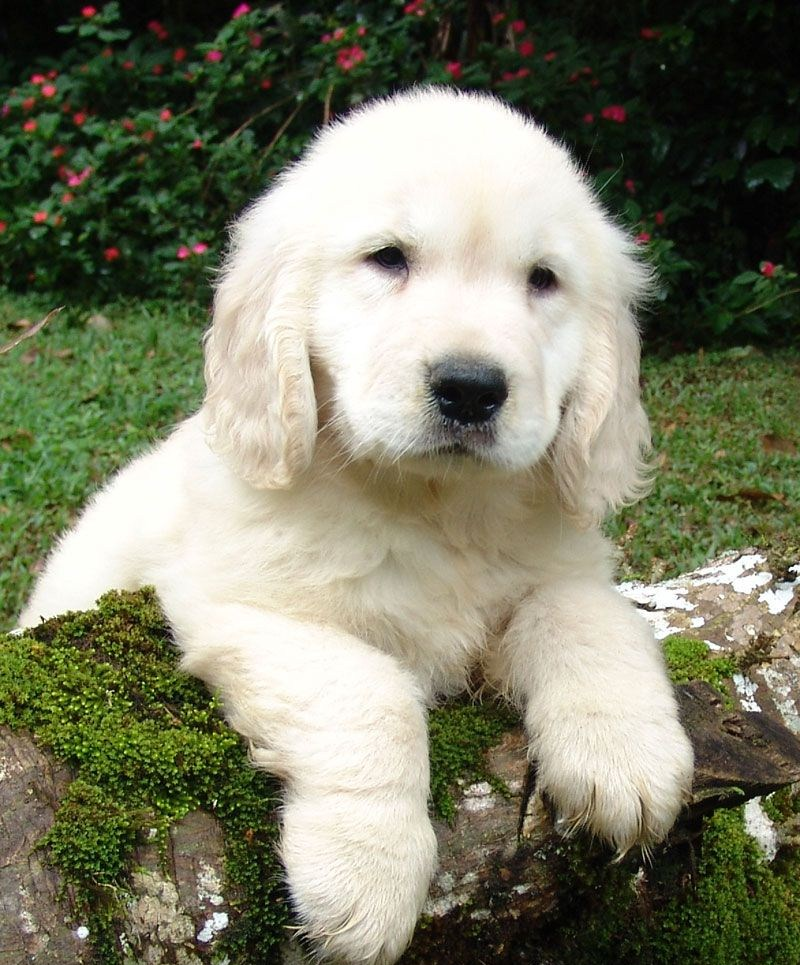
Filhote de Golden Retriever

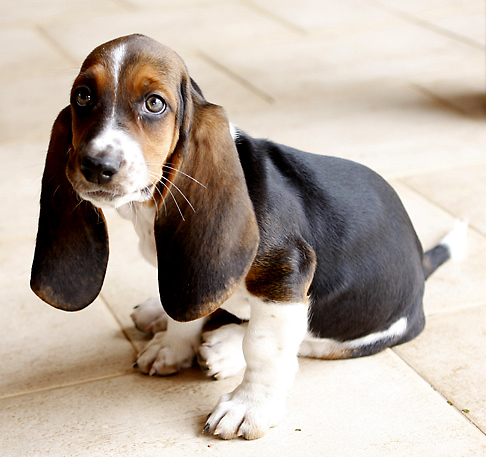
Basset Hound

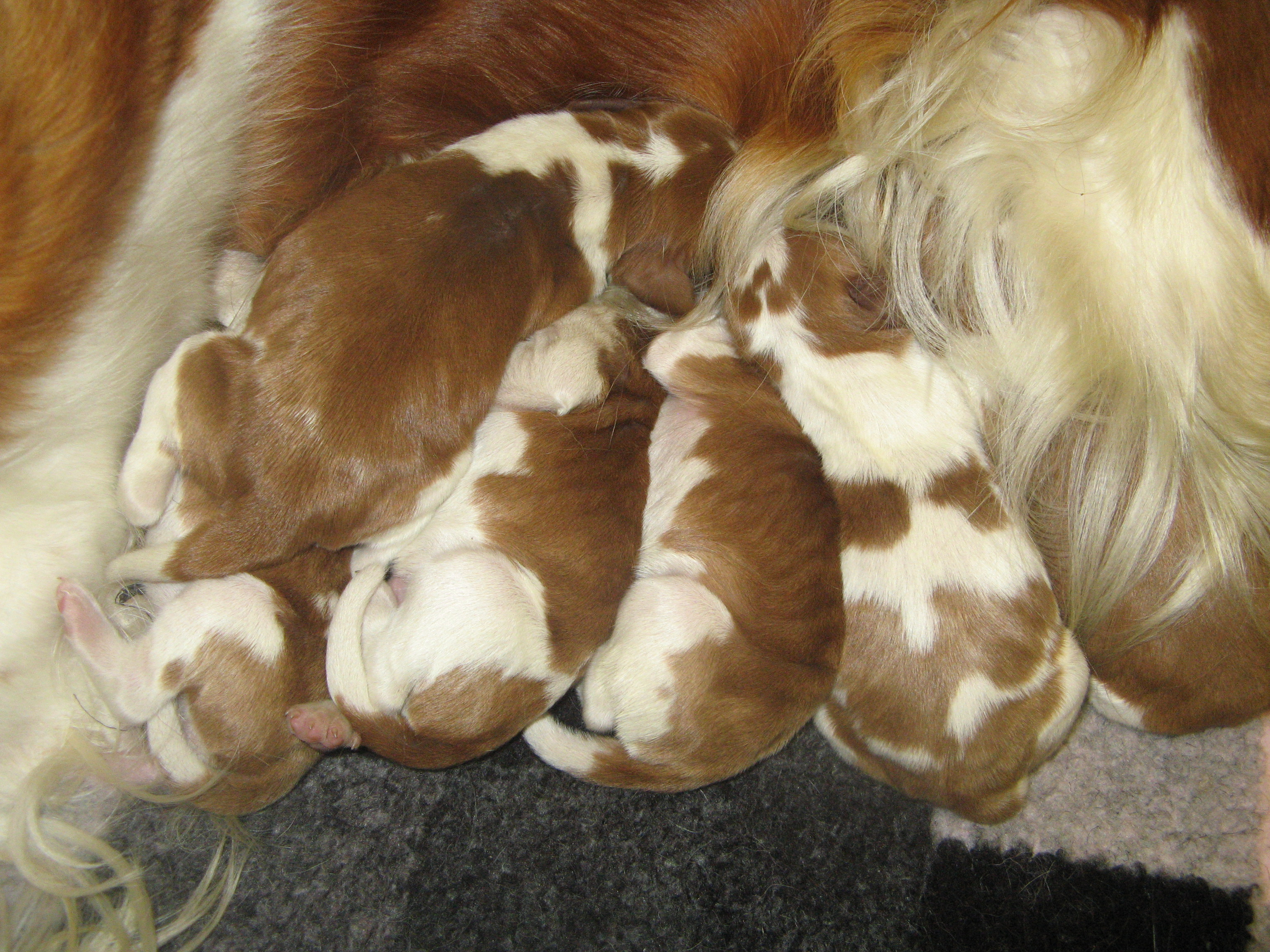
Spaniels galeses recém - nascidos.

Um filhote de cachorro, Cachorrinho ou Cãozinho é um cão juvenil. Alguns podem pesar 1–1,5 kg, enquanto os maiores chegam de 7 a 11 kg. Todos os filhotes saudáveis crescem em grande velocidade após o nascimento. A cor da pelagem pode mudar à medida que cresce, como é comum em raças como o Yorkshire Terrier.

## Desenvolvimento
Nascidos após uma média de 63 dias de gestação, os filhotes emergem em um ânion que é ingerido pela mãe.  Filhotes começam a amamentar quase imediatamente. Se a ninhada exceder seis filhotes, a intervenção humana na alimentação manual é necessária para garantir que recebam nutrição e atenção adequadas da mãe. Quando atingem um mês de idade, são desmamados gradualmente e começam a se alimentar de comida sólida. A  fêmea pode regurgitar alimentos parcialmente digeridos para os filhotes.  A mesma geralmente se recusa a amamentar nesta fase. 
A princípio, os filhotes passam grande parte do tempo dormindo e se alimentando. Instintivamente,se amontoam e ficam angustiados se separados do contato físico com os companheiros de ninhada, mesmo a uma curta distância. 
Filhotes nascem com um olfato totalmente funcional. São incapazes de abrir os olhos. Durante as duas primeiras semanas, todos os sentidos se desenvolvem rapidamente. Durante esse estágio, o nariz é o principal órgão sensorial usado para encontrar as tetas de suas mães e localizar seus companheiros de ninhada. Os filhotes abrem os olhos cerca de nove a onze dias após o nascimento. A princípio, suas retinas são pouco desenvolvidas e sua visão é ruim. Filhotes não são capazes de ver, diferentemente dos cães adultos. Além disso, suas orelhas permanecem seladas até treze a dezessete dias após o nascimento. Entre duas e quatro semanas de idade, os filhotes geralmente começam a rosnar, morder, abanar a cauda e latir. 
O desenvolvimento é extremamente rápido  durante os primeiros três meses, quando os olhos e ouvidos abrem-se. Sua coordenação e força melhoram, lutam com seus companheiros de ninhada e começam a explorar o mundo externo. Jogam jogos semelhantes a perseguição, domínio e cabo de guerra. 

## Socialização
Os filhotes são animais altamente sociais e passam a maior parte do tempo interagindo com a mãe ou com os companheiros de ninhada. Quando são socializados com seres humanos, particularmente entre as idades de oito e doze semanas, desenvolvem habilidades sociais em torno das pessoas. Aqueles que não recebem tal socialização adequada durante esse período podem exibir um comportamento dramático em torno de humanos ou outros cães quando adultos. O período ideal para a socialização é entre oito e doze semanas; adestradores profissionais e o American Kennel Club recomendam que filhotes sejam apresentados a "100 pessoas por 12 semanas". 

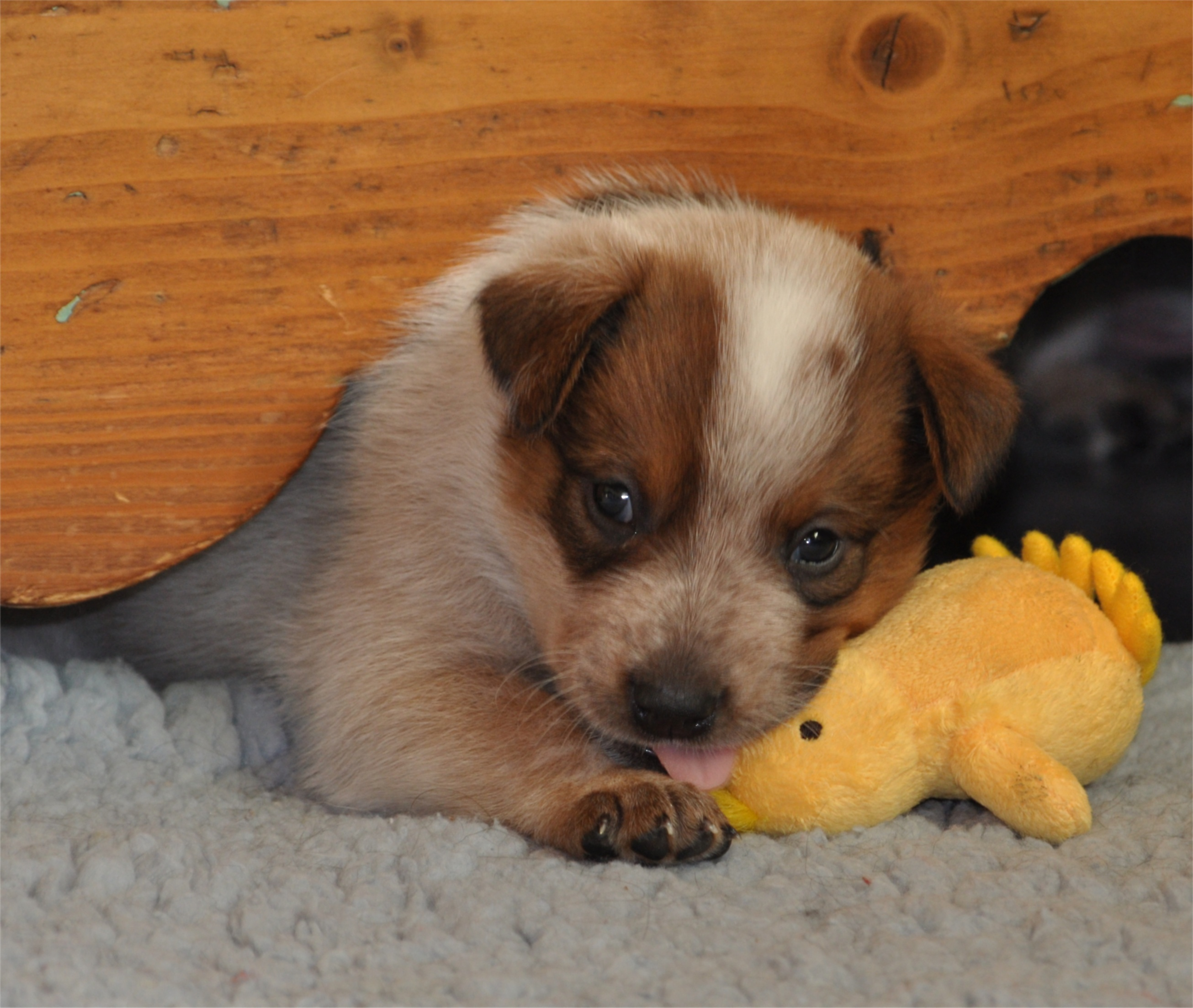
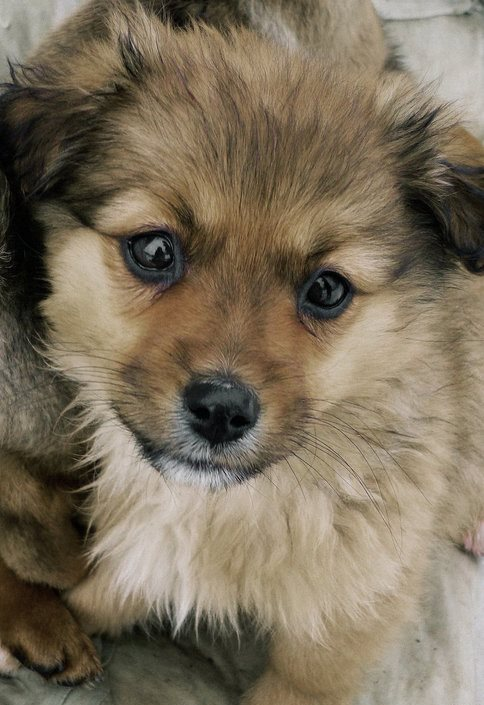
Vira-lata
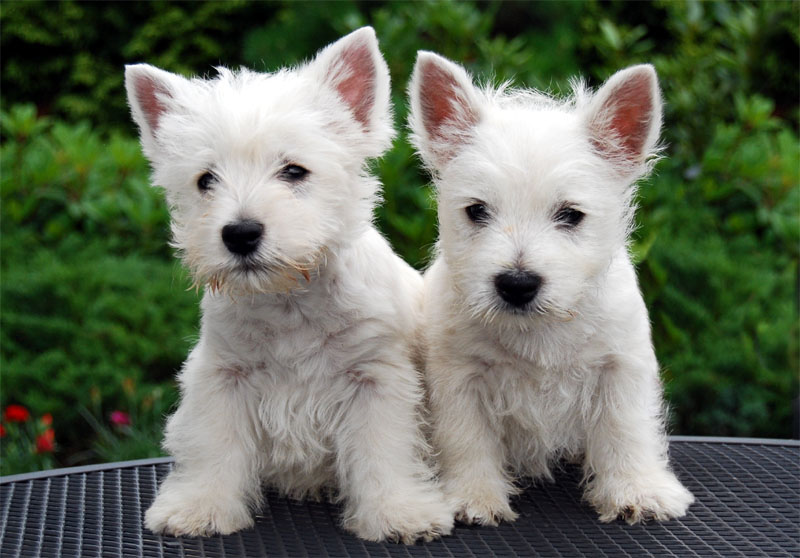
Westie
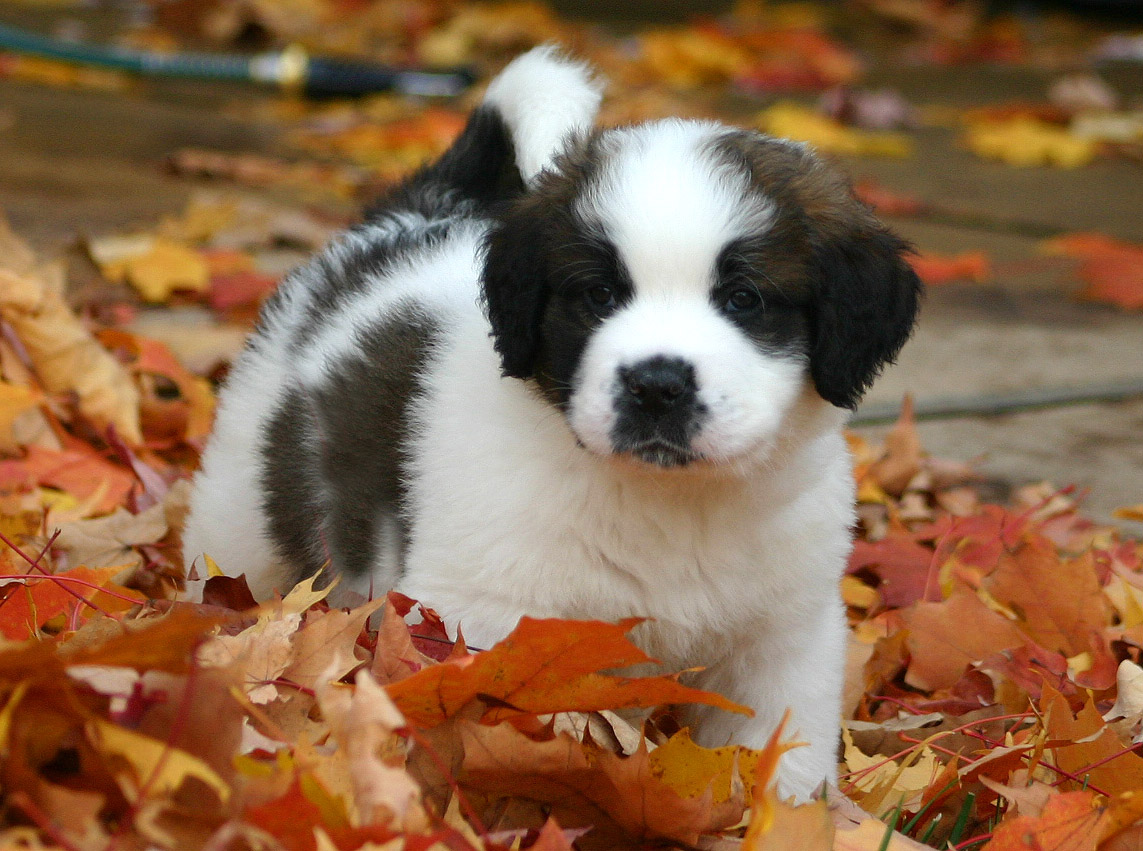
São Bernardo
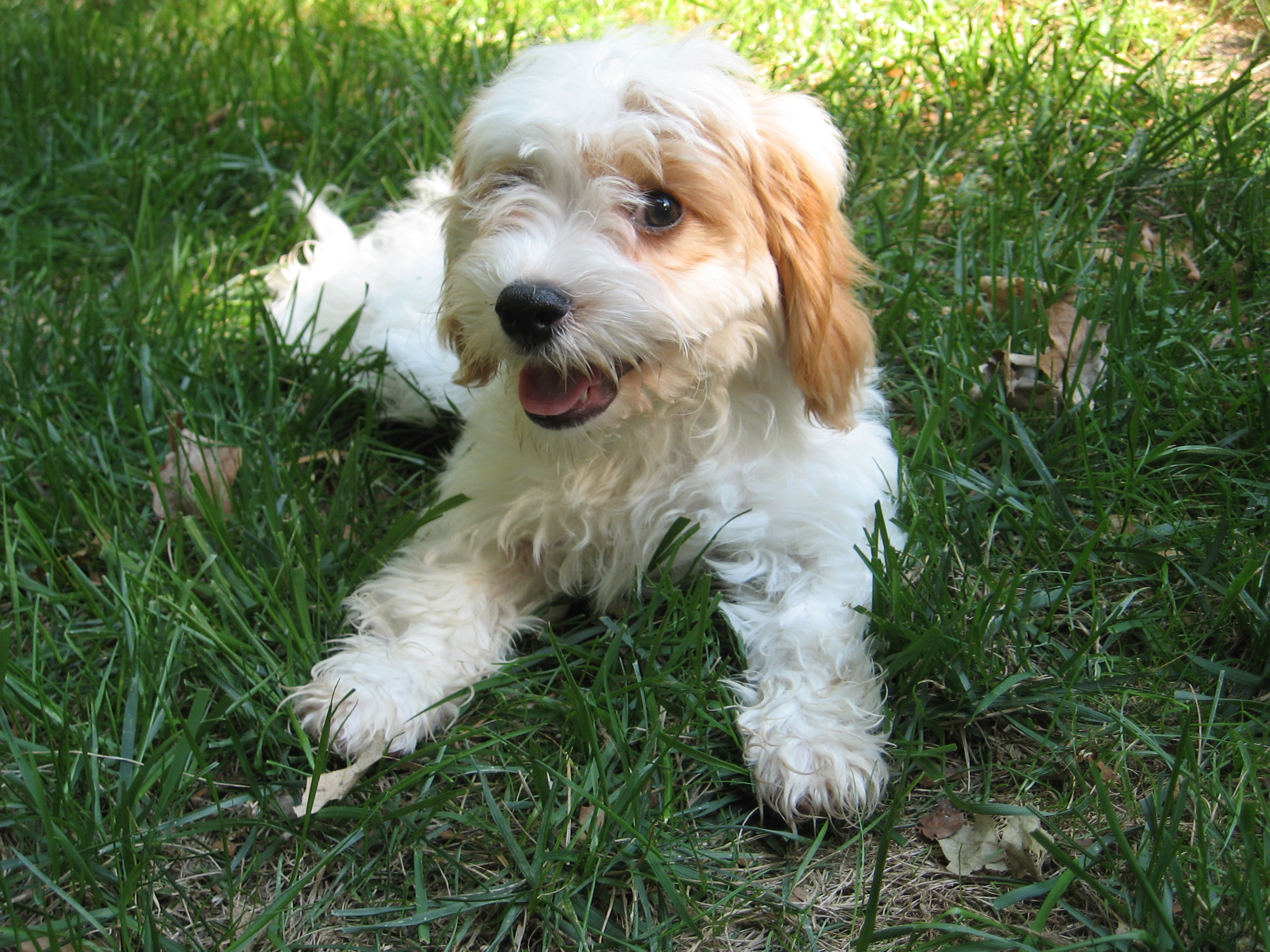
Cockapoo
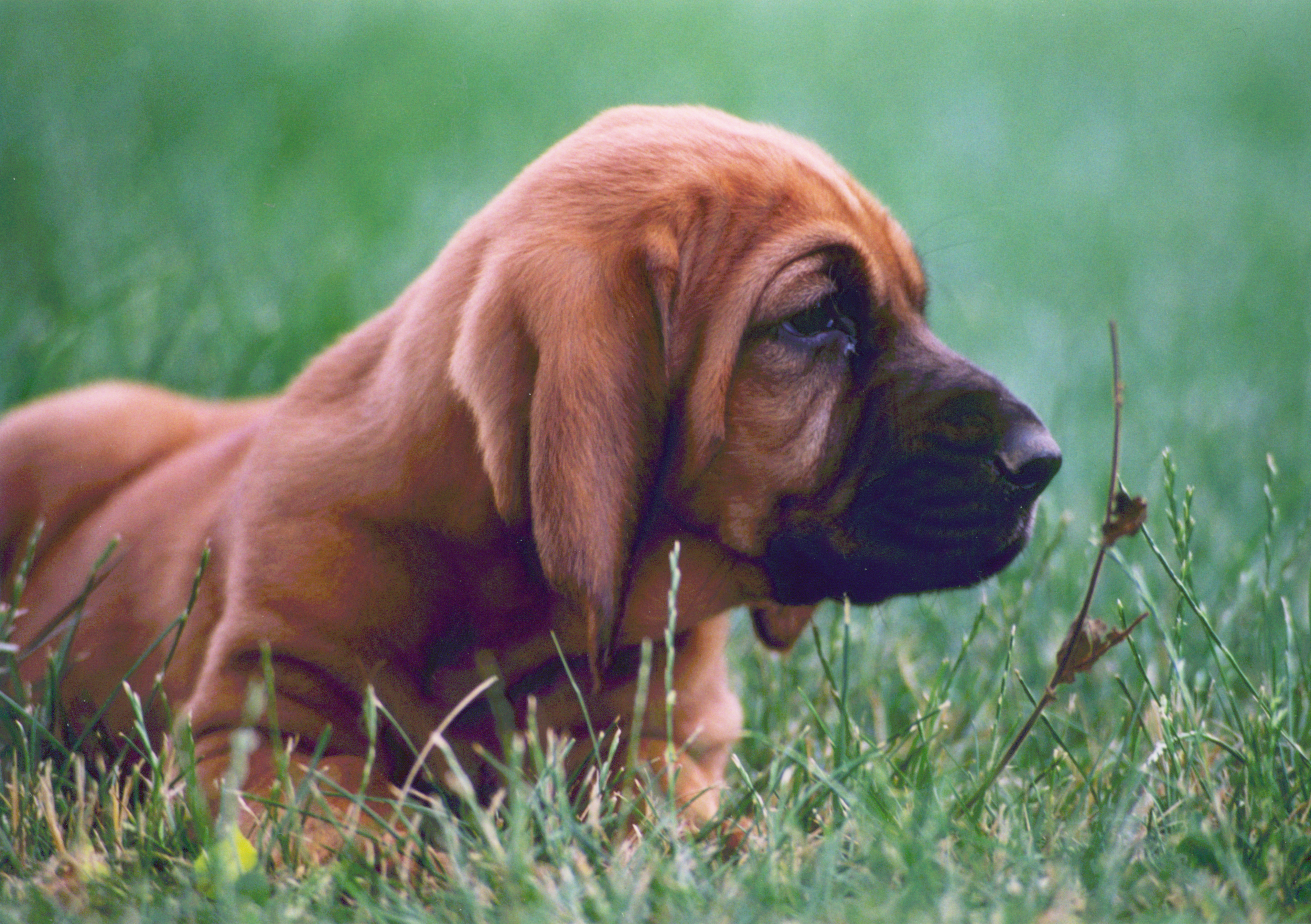
Bloodhound
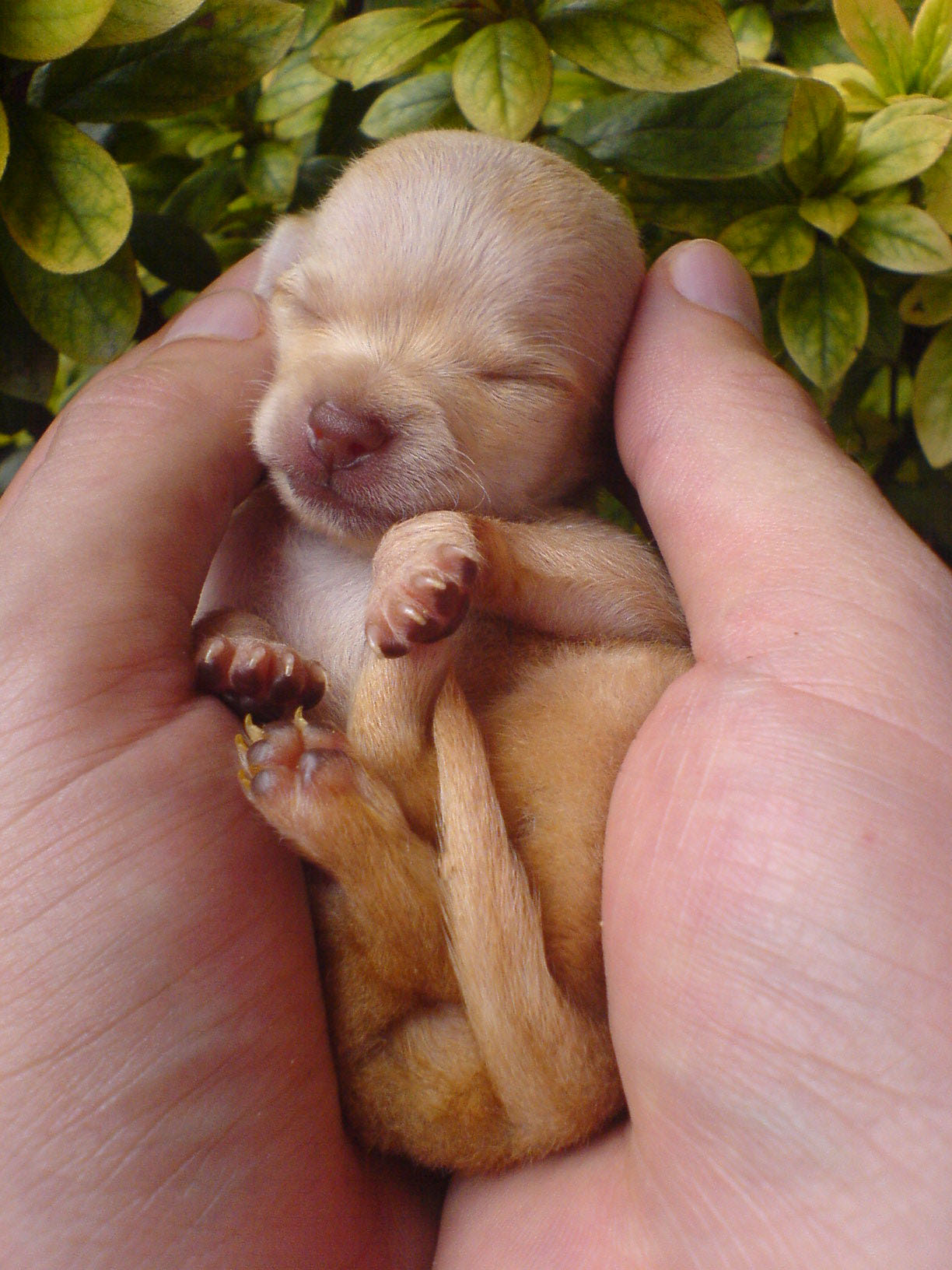
Chihuahua
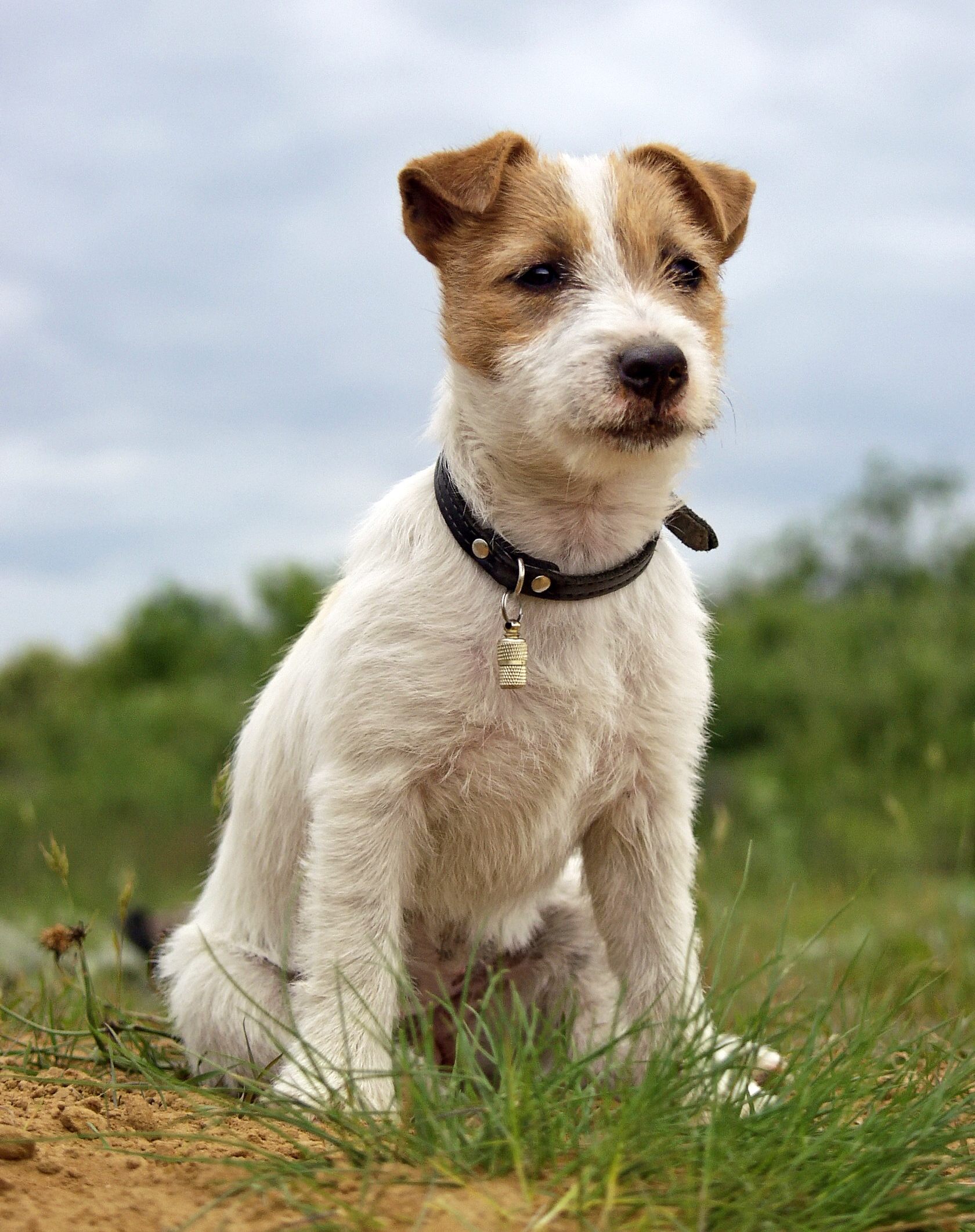
Jack Russell Terrier
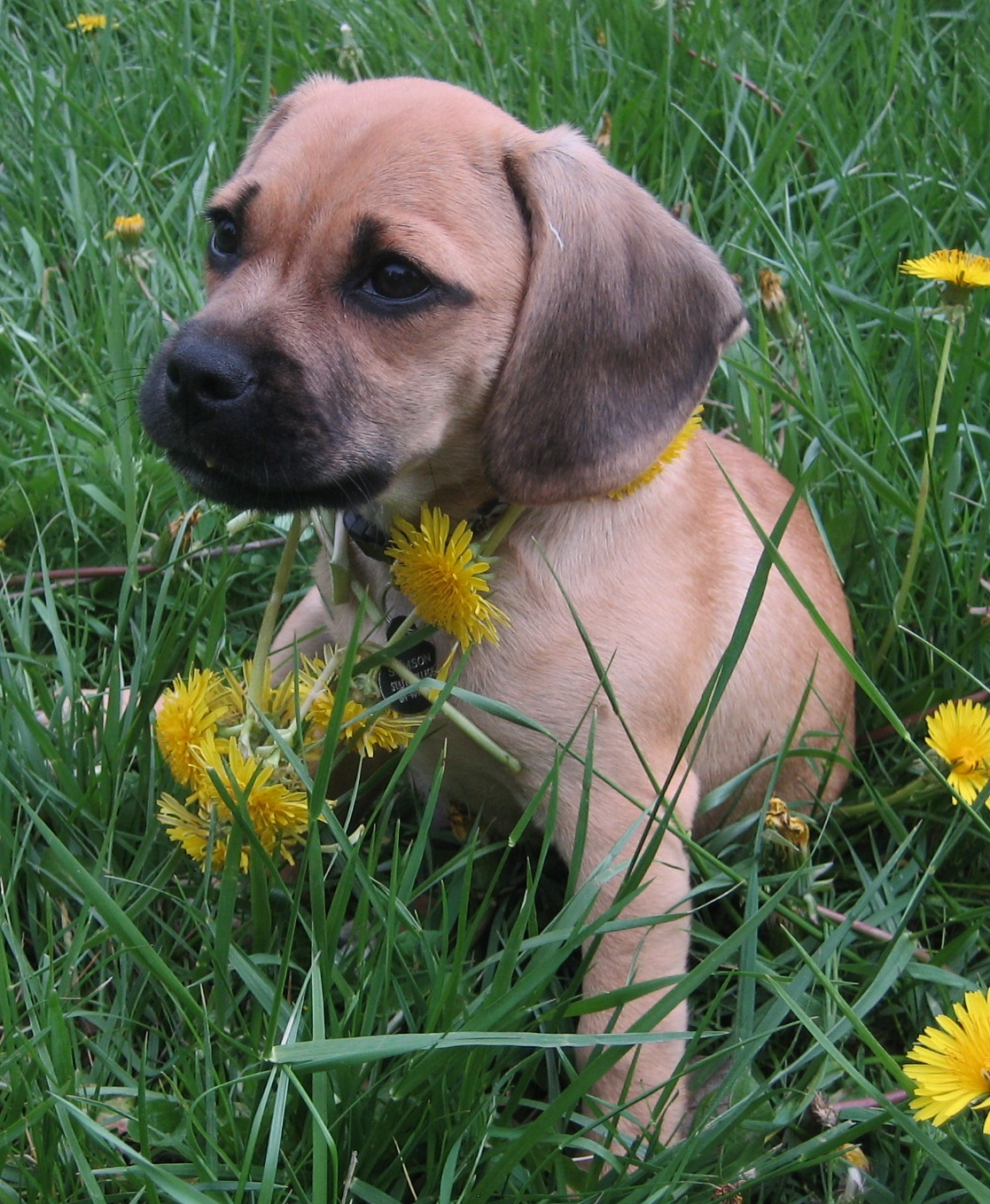
Puggle
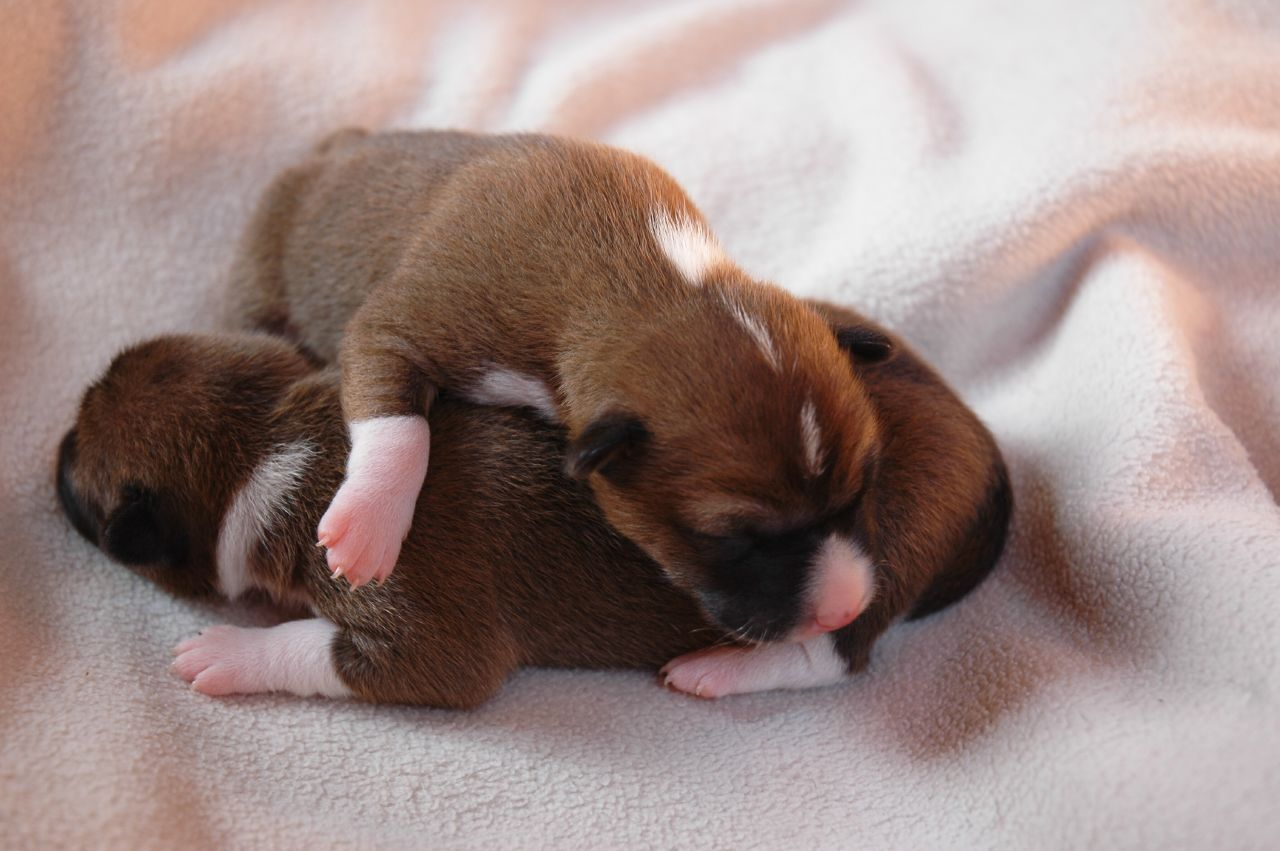
Basenji
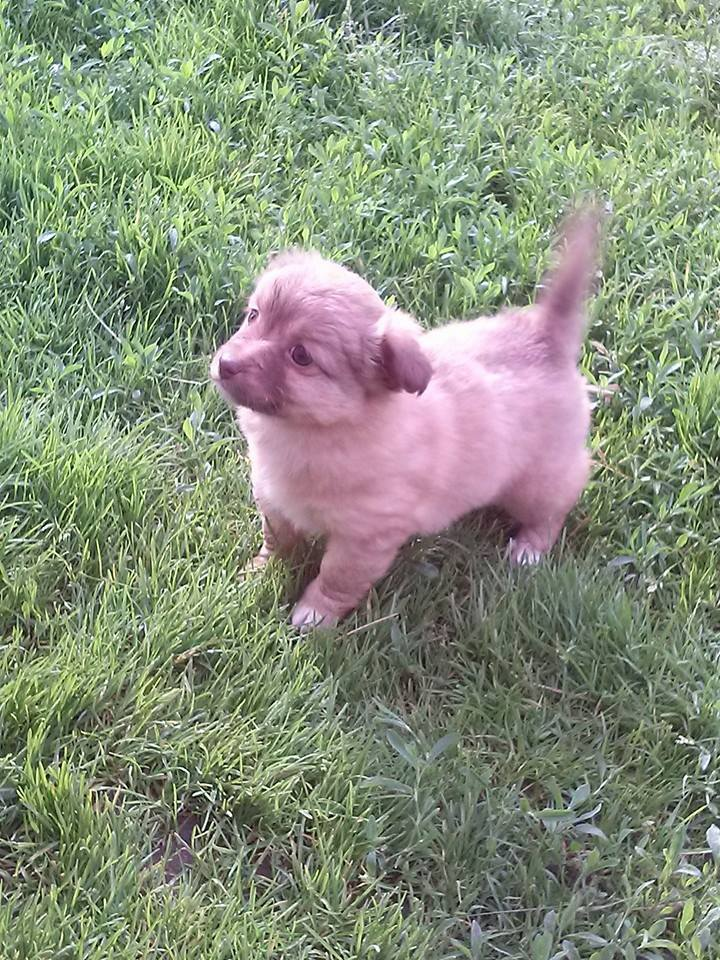
Spitz alemão (lulu da pomerânia)
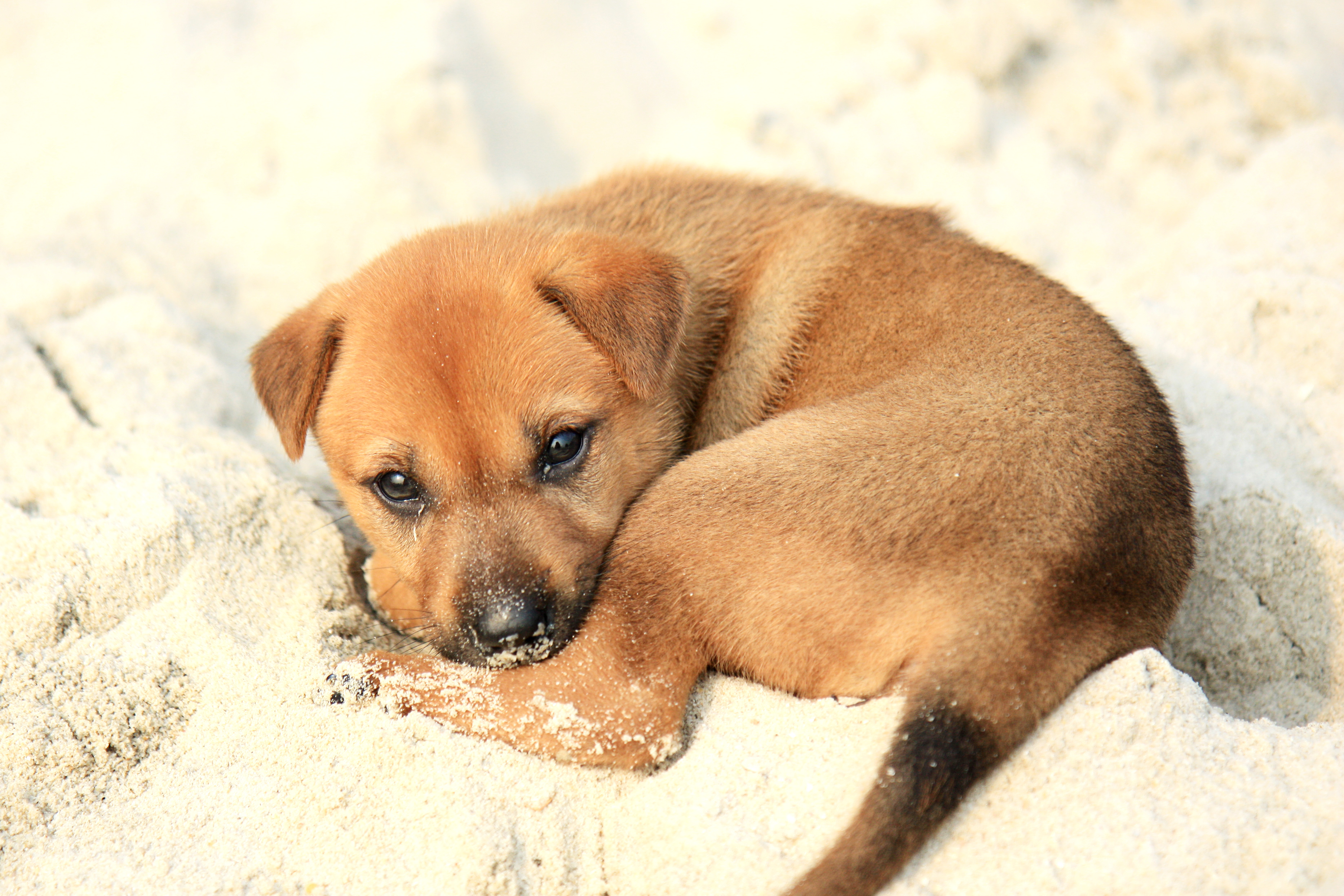
mestiço
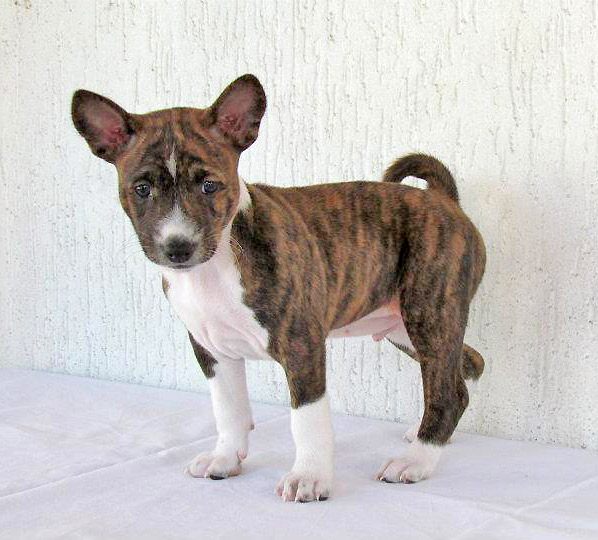
Basenji
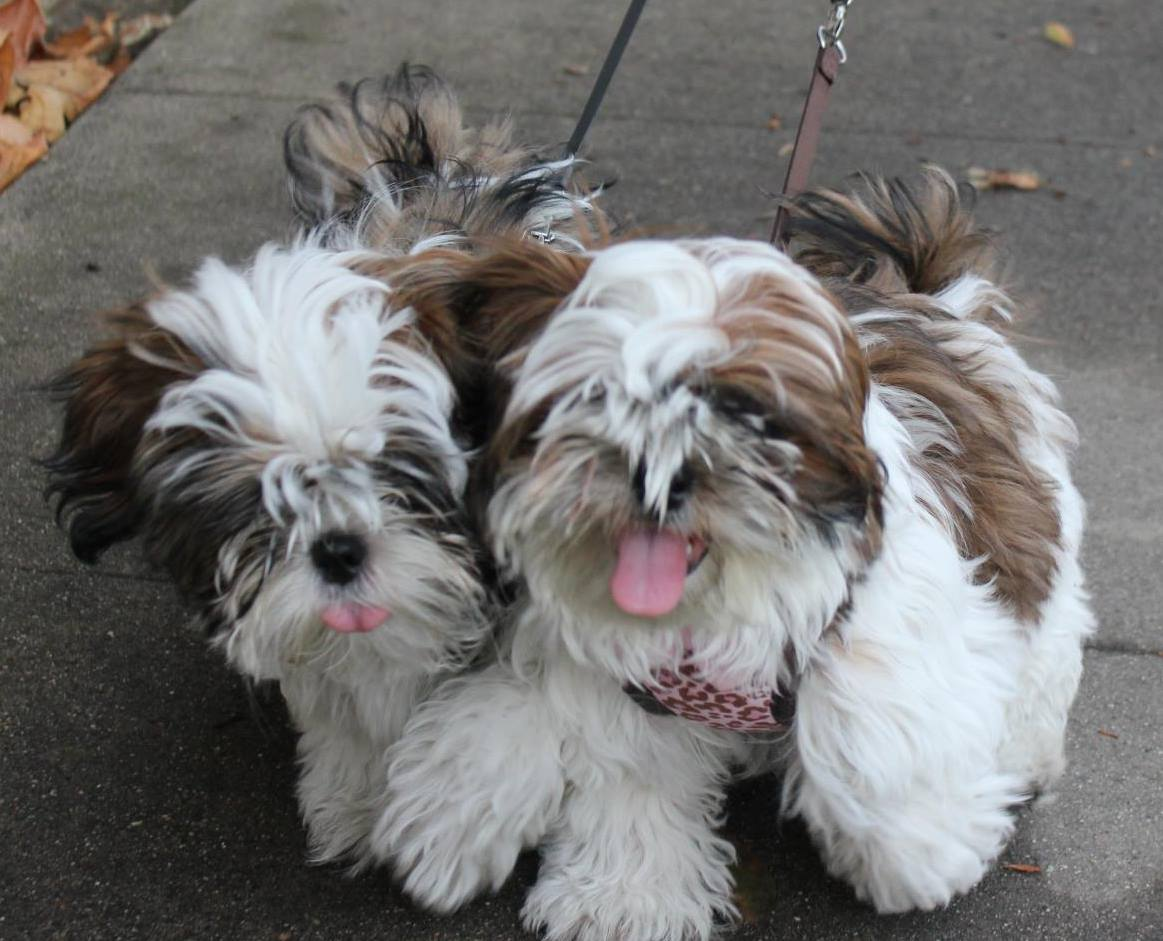
Shih Tzu

## ligações externas
- Grandes raças para proprietários de cães pela primeira vez do AKC
- Legislação e regras - Seja seu melhor amigo e um bom vizinho do AKC